# Teatr Laboratorium
Teatr Laboratorium var ett polskt teatersällskap grundat av Jerzy Grotowski och Ludwik Flaszens, som leddes av Grotowski. Teatern grundades 1959 i Opole och kallades då för Teatr 13 Rzedow (polska för "Teater 13 rader"). Den var till 1964 verksam i Opole och från 1965 i Wrocław. År 1984 upplöstes Teatr Laboratorium.